# Морщенок В'ячеслав В'ячеславович
В'ячеслав В'ячеславович Морщенок (народився 15 січня 1990 у м. Мінську, СРСР) — білоруський хокеїст, нападник. 
Виступав за «Динамо-2» (Мінськ), «Хімволокно-2» (Могильов), «Хімволокно» (Могильов).